# Biantes newar
Biantes newar – gatunek kosarza z podrzędu Laniatores i rodziny Biantidae.

## Występowanie
Gatunek występuje w Nepalu.